# Nico Denz
Nico Denz (Waldshut-Tiengen, 15 de febrero de 1994) es un ciclista alemán. Debutó como profesional en 2015 con el equipo AG2R La Mondiale. Desde 2023 compite con el Red Bull-BORA-hansgrohe.

## Palmarés
2018
- Tour de Vendée[1]

2020
- 1 etapa del Tour de Eslovaquia

2022
- 1 etapa de la Vuelta a Suiza

2023
- 2 etapas del Giro de Italia
- 2.º en el Campeonato de Alemania en Ruta
- 1 etapa del Tour de Turquía

2025
- 1 etapa del Giro de Italia

## Resultados en Grandes Vueltas y Campeonatos del Mundo
| Carrera         | Carrera         | 2015 | 2016 | 2017 | 2018 | 2019  | 2020 | 2021  | 2022  | 2023 | 2024  | 2025  |
| --------------- | --------------- | ---- | ---- | ---- | ---- | ----- | ---- | ----- | ----- | ---- | ----- | ----- |
|                 | Giro de Italia  | —    | —    | —    | 62.º | 124.º | 83.º | 102.º | 111.º | 57.º | —     | 122.º |
|                 | Tour de Francia | —    | —    | —    | —    | —     | —    | —     | —     | —    | 110.º | —     |
|                 | Vuelta a España | —    | —    | Ab.  | —    | —     | —    | 114.º | —     | 97.º | F. c. | —     |
| Mundial en Ruta | Mundial en Ruta | —    | —    | —    | 74.º | —     | 63.º | —     | Ab.   | Ab.  | —     | —     |

—: no participa

Ab.: abandono
F. c.: fuera de control

## Equipos
- AG2R La Mondiale (2015-2019)
- Sunweb/DSM[3] (2020-2022)
  - Team Sunweb (2020)
  - Team DSM (2021-2022)
- Bora-Hansgrohe (2023-)
  - Bora-Hansgrohe (2023-2024)[4]
  - Red Bull-BORA-hansgrohe (2024-)[5]